# Amt Ratzeburg (Herzogtum Sachsen-Lauenburg)
Das Amt Ratzeburg war eines von vier Ämtern im Herzogtum Sachsen-Lauenburg.

## Abgrenzung
Die Stadt Ratzeburg gehörte (abgesehen vom Domhof) nicht zum Fürstentum Ratzeburg (einem Teil von Mecklenburg-Strelitz), sondern zum Herzogtum Sachsen-Lauenburg. Die benachbarten lauenburgischen Gebiete wurden im Herzogtum Sachsen-Lauenburg als Amt Ratzeburg verwaltet, die mecklenburgischen Gebiete als gleichnamiges Amt Ratzeburg.

## Umfang
Das Amt Ratzeburg war das größte Amt im Herzogtum. Es umfasste den Flecken Groß-Grönau und 37 Dörfer. Es zählte im Jahr 1866 etwa 9000 Einwohner (1845 waren es 8990, 1855 dann 9007).

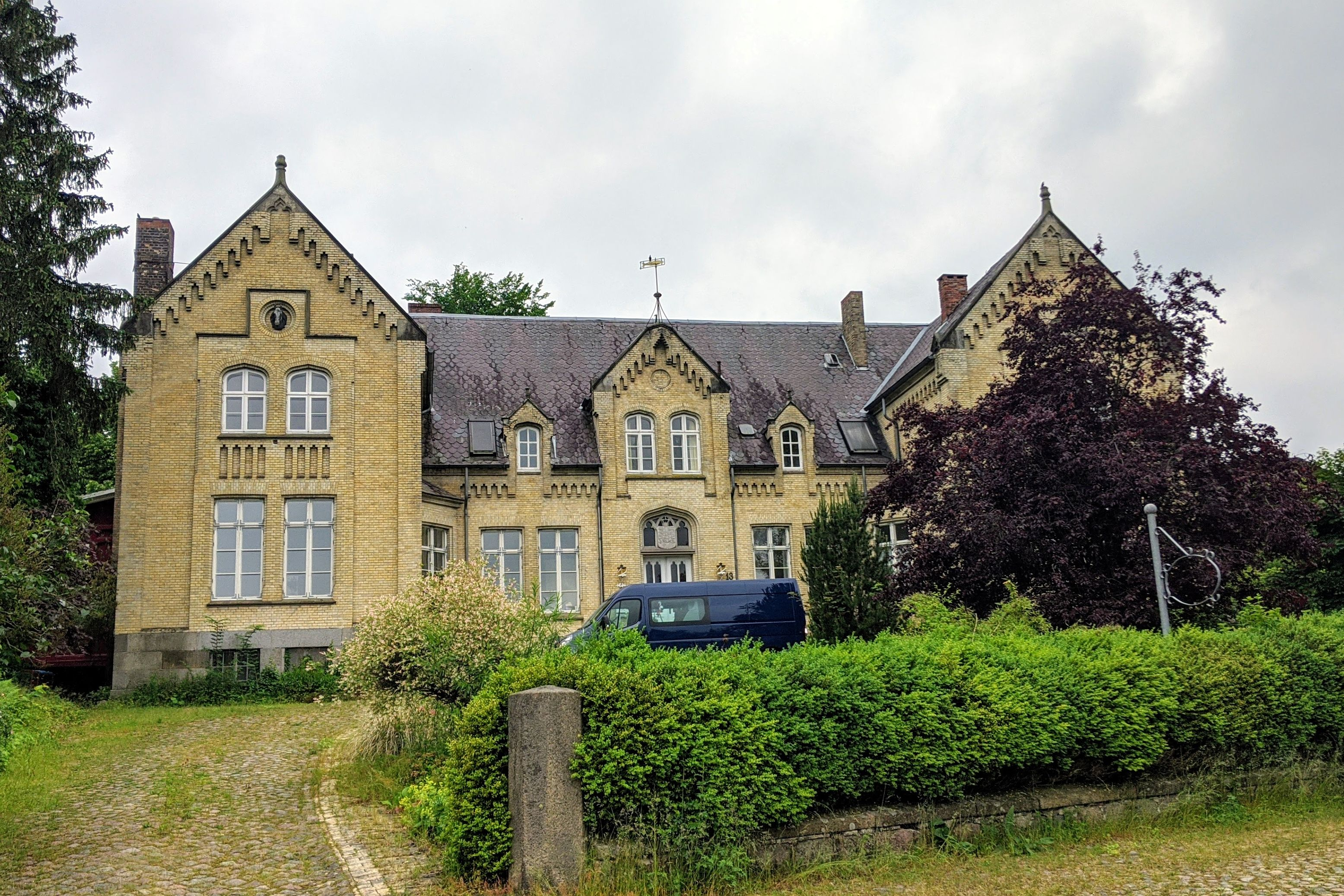
Amtshaus in St. Georgsberg

Das Amtshaus befand sich in St. Georgsberg bei der namensgebenden Stadt Ratzeburg, die aber nicht Teil des Amtes war. Amtsvogteien befanden sich in Ratzeburg und in Mölln. Zu den Amtsorten zählten: Alt-Mölln, Groß-Berkenthin, Breitenfelde, Buchholz, Dechow, Einhaus, Farchau, St. Georgsberg, Groß-Grönau, Kittlitz, Kühlen, Lankau, Mustin, Neuvorwerk, Salem und Klein-Sarau.

## Auflösung
Nach der Übernahme durch Preußen wurde das Herzogtum Lauenburg zum Kreis Herzogtum Lauenburg. Die Ämter bestanden zunächst noch weiter, wurden aber 1882, als im Kreis Herzogtum Lauenburg die Kreisordnung für die sechs östlichen Provinzen Preußens von 1872 eingeführt wurde, aufgehoben.

## Amtmänner (Erste Beamte) und Amtsschreiber
- um 1737–1748  Christian Ludwig Ebell, Amtmann, ab 1747 Oberamtmann
- 1749–nach 1750  Statz Otto Oldenburg, Amtmann
- vor 1763–1789  Johann Dietrich von Kaufmann, nobilitiert 1784; ab 1764 Oberamtmann
- 1792–1795 Georg Heinrich Schwarzkopf
- 1796  Johann Georg Brauns[2]
- 1795–1820  Gottlieb Johann August Brauns

~ 1796–1817  Johann Caspar August Vogt (Amtsschreiber)
- 1823–nach 1824  Johann Wilhelm Gustav Hantelmann, seit 1818 schon Amtsschreiber
- 1827–1860 Joachim Bernhard Susemihl, seit 1823 schon Amtsschreiber
- 1861–1871 Johann Detloff von Cossel

Auch der jeweilige Zweite Beamte konnte den Titel Amtmann tragen, so seit 1818 Hantelmann, nach 1814 August Vogt und 1831 bis 1833 Gottfried von Reventlow.